# 第二大函丸
第二大函丸（だい2たいかんまる）は、東日本フェリーが運航していたフェリー。

## 概要
1965年7月23日、大函丸 (初代)に続いて大間～函館航路に就航した。
1968年、戦車搭載性能調査を実施、陸上自衛隊のM4中戦車を搭載した。
1971年に売船され、東日本海フェリーが購入、船首ランプを閉鎖して船首を取り付け、デッキ屋根を撤去するなど改造を受けた。
1972年5月より奥尻航路に就航、その後、1983年に引退した。
その後、青森県の建設業者である高重組に売却され、福井造船で船橋以外の上部構造物を撤去、船体を短縮する大改造を行い、1985年1月にサプライボート船型の曳船、第三陸奥として竣工、関根浜港の建設工事に従事した。